# 3303 Merta
3303 Merta eller 1967 UN är en asteroid i huvudbältet, som upptäcktes 30 oktober 1967 av den tjeckiske astronomen Luboš Kohoutek vid Bergedorf-observatoriet. Den har fått sitt namn efter František Merta, en släkting till upptäckaren.
Asteroiden har en diameter på ungefär 9 kilometer och den tillhör asteroidgruppen Koronis.